# Angono
Angono est une municipalité de la province de Rizal, aux Philippines. D'après le recensement de 2015, sa population est de 113 283 habitants.